# Kahanizm

Flaga używana przez kahanistów

Kahanizm (hebr. ‏כהניזם‎) – ideologia syjonistyczna oparta na poglądach religijnych rabina Me’ira Kahane.
Celem jej zwolenników jest utworzenie teokratycznego państwa żydowskiego, opartego na halasze, w granicach biblijnego Wielkiego Izraela, tzn. obejmującego tereny dzisiejszego Izraela (wraz z Zachodnim Brzegiem, Strefą Gazy i Wzgórzami Golan), Jordanii, Libanu, dużej części Syrii, Iraku, Kuwejtu oraz części Arabii Saudyjskiej, Egiptu i Turcji.
Przez wiele organizacji oraz mediów, w tym izraelskich, kahanizm jest uważany za ideologię faszystowską.
Organizacjami kahanistycznymi były lub są m.in. Kach, Jewish Defense League, Lehawa, Chajil czy Żydowska Siła.